# Borowicze (rejon kamieński)
Borowicze (ukr. Боровичі, Borowyczi) – wieś na Ukrainie w rejonie kamieńskim w obwodzie wołyńskim.
Do 2020 w rejonie maniewickim.

## Nazwa
Odkąd wieś Borowicze, po wzniesieniu w niej zamku zaczęto nazywać Nową Czetwertnią, sąsiednia Czetwertnia przybrała nazwę Starej Czetwertni.

## Zabytki
- zamek w Nowej Czetwertni[3]

## Urodzeni we wsi
- Fortunat Nowicki – polski lekarz i powstaniec styczniowy